# Italien i olympiska vinterspelen 1968
Italien deltog i olympiska vinterspelen 1968. Italiens trupp bestod av 47 idrottare, 39 var män och 8 var kvinnor.

## Medaljer

### Guld
- Bob
  - Två-manna: Eugenio Monti och Luciano De Paolis
  - Fyra-manna: Eugenio Monti, Luciano De Paolis, Roberto Zandonella och Mario Armano

- Rodel
  - Singel damer: Erica Außendorfer-Lechner

- Längdskidåkning
  - 30 km herrar: Franco Nones

## Trupp
- Alpin skidåkning
  - Glorianda Cipolla
  - Giustina Demetz
  - Clotilde Fasolis
  - Ivo Mahlknecht
  - Gerardo Mussner
  - Lotte Nogler
  - Bruno Piazzalunga
  - Carlo Senoner
  - Teresio Vachet
  - Renato Valentini
- Backhoppning
  - Giacomo Aimoni
- Bob
  - Luciano De Paolis
  - Eugenio Monti
  - Mario Armano
  - Roberto Zandonella
  - Leonardo Cavallini
  - Andrea Clemente
  - Gianfranco Gaspari
  - Sergio Mocellini
  - Giuseppe Rescigno
  - Rinaldo Ruatti
- Hastighetsåkning på skridskor
  - Renato De Riva
  - Guido Gillarduzzi
  - Giancarlo Gloder
  - Elio Locatelli
- Konståkning
  - Giordano Abbondati
  - Rita Trapanese
- Längdskidåkning
  - Franco Nones
  - Mario Bacher
  - Elviro Blanc
  - Giulio De Florian
  - Franco Manfroi
  - Palmiro Serafini
  - Aldo Stella
  - Gianfranco Stella
  - Livio Stuffer
- Nordisk kombination
  - Ezio Damolin
  - Fabio Morandini
- Rodel
  - Erica Außendorfer-Lechner
  - Enrico Graber
  - Giovanni Graber
  - Emilio Lechner
  - Ernesto Mair
  - Sigisfredo Mair
  - Cristina Pabst
  - Raimondo Prinoth
  - Erica Prugger